# Черепаха і заєць (аніме, 1924)
Черепаха і заєць (яп. 兎と亀) — японський анімаційний короткометражний фільм, режисера Яматото Санае та вийшов на Nakajima Katsudo Shashin-bu 1924 року.

## Сюжет
Японська анімаційна інтерпретація відомої казки про Черепаху і Зайця. Черепаха приходить Зайця і вирішує провести з ним перегони, під час яких Заєць насміхається з повільної Черепахи та, самовпевнений у своїй перемозі, вирішує поспати. Через деякий час Черепаха переганяє сплячого Зайця та виграє в перегонах, танцюючи на фініші перед розчарованим Зайцем.     